# Чернова, Ольга Михайловна
Ольга Михайловна Чернова (15 июля 1997) — российская футболистка, защитница клуба «Зенит». Выступала за сборную России.

## Биография
Занималась футболом с 11 лет. Во взрослых соревнованиях дебютировала в 2014 году в высшей лиге России в составе клуба «Россиянка». Всего за два сезона сыграла 6 матчей в высшей лиге за подмосковный клуб. В сезоне 2015 года её команда стала серебряным призёром чемпионата страны.
С 2016 года выступает за ЦСКА, является игроком основного состава. В 2017 году со своим клубом стала обладательницей Кубка России. В 2018 году вошла в символическую сборную чемпионата страны в качестве лучшего правого защитника. Чемпионка России 2019 и 2020 годов, серебряный призёр чемпионата 2021, 2022 и 2023 года. После сезона 2023 покинула ЦСКА и перешла в «Зенит», где стала чемпионом России 2024. В январе 2025 года перенесла операцию на коленном суставе. 
Выступала за юношескую и молодёжную сборную России. В национальной сборной России дебютировала 4 сентября 2018 года в матче против Боснии и Герцеговины.